# Deutsche Welle
Deutsche Welle (česky Německá vlna) nebo DW je německá veřejnoprávní rozhlasová a televizní společnost určená pro vysílání do zahraničí, které je k dispozici ve 30 jazycích. Satelitní televize společnosti DW sestává z kanálů v němčině, angličtině, španělštině a arabštině. DW je členem ARD, celoněmeckého svazku veřejnoprávních audiovizuálních institucí. Je také členem Evropské vysílací unie (EBU).
DW vysílá od roku 1953, až do roku 1960 bez statusu samostatné veřejnoprávní instituce. Ten nabyla DW na základě zákona z 29. listopadu 1960 o zřízení rozhlasových stanic podle práva Spolkové republiky Německo. Stanice je financována německou vládou. Vysílaný obsah však má být podle zákona nezávislý na vládním vlivu. Od roku 1962 DW vysílala i v češtině a ve slovenštině, a to po celou následující dobu trvání komunistického režimu v Československu, a poté až do roku 2000.
DW nabízí také pravidelně aktualizované články na svých zpravodajských webech a provozuje vlastní středisko pro rozvoj mezinárodních médií, tzv. DW Akademii. Cílem televizního vysílání jsou spolehlivé zpravodajství a podpora porozumění mezi národy.
DW sídlí v Bonnu, kde probíhá rozhlasová tvorba. Televize vysílá výhradně z Berlína. V obou městech se vytváří obsah pro zpravodajské webové stránky společnosti DW.
Od roku 2018 pracuje pro Deutsche Welle přibližně 1 500 stálých zaměstnanců a 1 500 nezávislých spolupracovníků ze 60 zemí. Současným generálním ředitelem (německy Intendant) společnosti DW je Peter Limbourg.

## Vysílací jazyky
| Jazyk                    | Začátek | Ukončení        | Typ vysílání |
| ------------------------ | ------- | --------------- | ------------ |
| Němčina                  | 1953    |                 | TV           |
| Angličtina *             | 1954    |                 | Rádio a TV   |
| Francouzština *          | 1954    |                 | Rádio        |
| Španělština              | 1954    |                 | TV           |
| Portugalština            | 1954    |                 | Rádio        |
| Arabština                | 1959    |                 | TV           |
| Perština                 | 1962    |                 |              |
| Turečtina                | 1962    |                 |              |
| Ruština                  | 1962    |                 |              |
| Polština *               | 1962    |                 |              |
| Čeština *                | 1962    | 2000            |              |
| Slovenština *            | 1962    | 2000            |              |
| Maďarština *             | 1962    | 2000            |              |
| Srbochorvatština *       | 1962    | 1992            |              |
| Svahilština              | 1963    |                 | Rádio        |
| Hausa                    | 1963    |                 | Rádio        |
| Indonéština (malajština) | 1963    |                 |              |
| Bulharština              | 1963    |                 |              |
| Rumunština *             | 1963    |                 |              |
| Slovinština              | 1963    | 2000            |              |
| Moderní řečtina          | 1964    |                 | Rádio        |
| Hindština                | 1964    |                 |              |
| Bengálština              | 1964    |                 |              |
| Urdu                     | 1964    |                 |              |
| Italština *              | 1964    | 1998            |              |
| Standardní čínština      | 1965    |                 |              |
| Amharština               | 1965    |                 | Rádio        |
| Sanskrt                  | 1966    | 1998            |              |
| Japonština               | 1969    | 2000            |              |
| Makedonština             | 1969    |                 |              |
| Paštština                | 1970    |                 | Rádio        |
| Darí                     | 1970    |                 | Rádio        |
| Srbština                 | 1992    |                 |              |
| Chorvatština             | 1992    |                 |              |
| Albánština               | 1992    |                 |              |
| Bosenština               | 1997    |                 |              |
| Dánština *               | 1965    | 1998            |              |
| Norština *               | 1965    | 1998            |              |
| Švédština *              | 1965    | 1998            |              |
| Nizozemština *           | 1967    | 1998            |              |
| Ukrajinština             | 2000    |                 |              |
| Běloruština              | 2005    | před rokem 2011 |              |

  * částečně přes Deutschlandfunk (do roku 1993)

## Generální ředitelé
- 12. října 1960 – 29. února 1968: Hans Otto Wesemann
- 1. března 1968 – 29. února 1980: Walter Steigner
- 1. března 1980 – 8. prosince 1980: Conrad Ahlers
- 19. prosince 1980 – 30. června 1981: Heinz Fellhauer (dočasný)
- 1. července 1981 – 30. června 1987: Klaus Schütz
- 1. července 1987 – 30. června 1989: Heinz Fellhauer
- 1. července 1989 – 31. března 2001: Dieter Weirich
- 1. dubna 2001 – 30. září 2001: Reinhard Hartstein (prozatímní zástupce zástupce)
- 1. října 2001 – 30. září 2013: Erik Bettermann
- 1. října 2013 – doposud: Peter Limbourg

## Služby poskytované DW
- DW (Radio): krátkovlnné, kabelové televize, satelitní a digitální rádiové vysílání (DRM) ve 29 jazycích s 24hodinovou službou v němčině a angličtině.
- DW (TV): satelitní televizní vysílání převážně v němčině, angličtině, arabštině a španělštině.
- www.dw.com: zpravodajský web ve třiceti jazycích.
- Deutsche Welle provozuje živé videostreamy na YouTube v němčině, angličtině, španělštině a arabštině, a má několik kanálů s videi v různých kategoriích a jazycích.